# Gerlitzen
Die Gerlitzen (slowenisch Osojščica) ist ein Berg nördlich des Ortes Annenheim sowie südlich der Gemeinde Arriach in Kärnten, Österreich, dessen Bergkuppe 1909 Meter hoch liegt. Die Gerlitzen ist einer der südlichsten Nockberge und ein ausgezeichneter Aussichtsberg, der deshalb von Amateurastronomen gerne für Sternabend aufgesucht wird. 
Der Name Gerlitzen ist vom altslawischen Gorelice (von goreti = brennen) abgeleitet und deutet auf eine Gegend mit Feuerbränden. Als Einladung zu den hier seit alters her stattfindenden Ringen der jungen Bauernburschen wurden am Vorabend der Kämpfe weithin sichtbare Feuer entfacht.
Kärntens älteste Bergbahn, die von Adolf Bleichert & Co. gebaute Kanzelbahn, führt seit Jänner 1928 von Annenheim auf die Kanzelhöhe, einen Vorgipfel mit einem Sonnenobservatorium der Universität Graz. Die asphaltierte zweistreifige Gerlitzen-Alpenstraße (Mautstraße) führt von  Bodensdorf (Gemeinde Steindorf am Ossiacher See) bis auf 1.800 m Seehöhe. Sowohl im Tal als auch auf dem Berg befinden sich Hotelbetriebe. Der Berg ist durch ein Schigebiet erschlossen, im Sommer durch ein dichtes Wanderwegenetz. Der Berg ist bei Gleitschirm- und Drachenfliegern beliebt (Landeplatz Annenheim westlich direkt vor dem Ossiacher See). 
Südöstlich des Gipfels entspringt der Finsterbach, der nahe seiner Mündung in den Ossiacher See bei Sattendorf über drei Wasserfälle stürzt.
Die Gerlitzen Alpe ist das touristische Zentrum der Mittelpunktgemeinde Arriach. Auf den Berg kommt man im Winter von Arriach aus mit dem Sessellift der Klösterlebahn oder auch mit dem Auto über die Mautstraße in Sauerwald. Hier kann man mit dem Auto zum Neugartenlift, zur Huabahittn oder auch zum Pacheiner fahren.

## Lifte und Bahnen

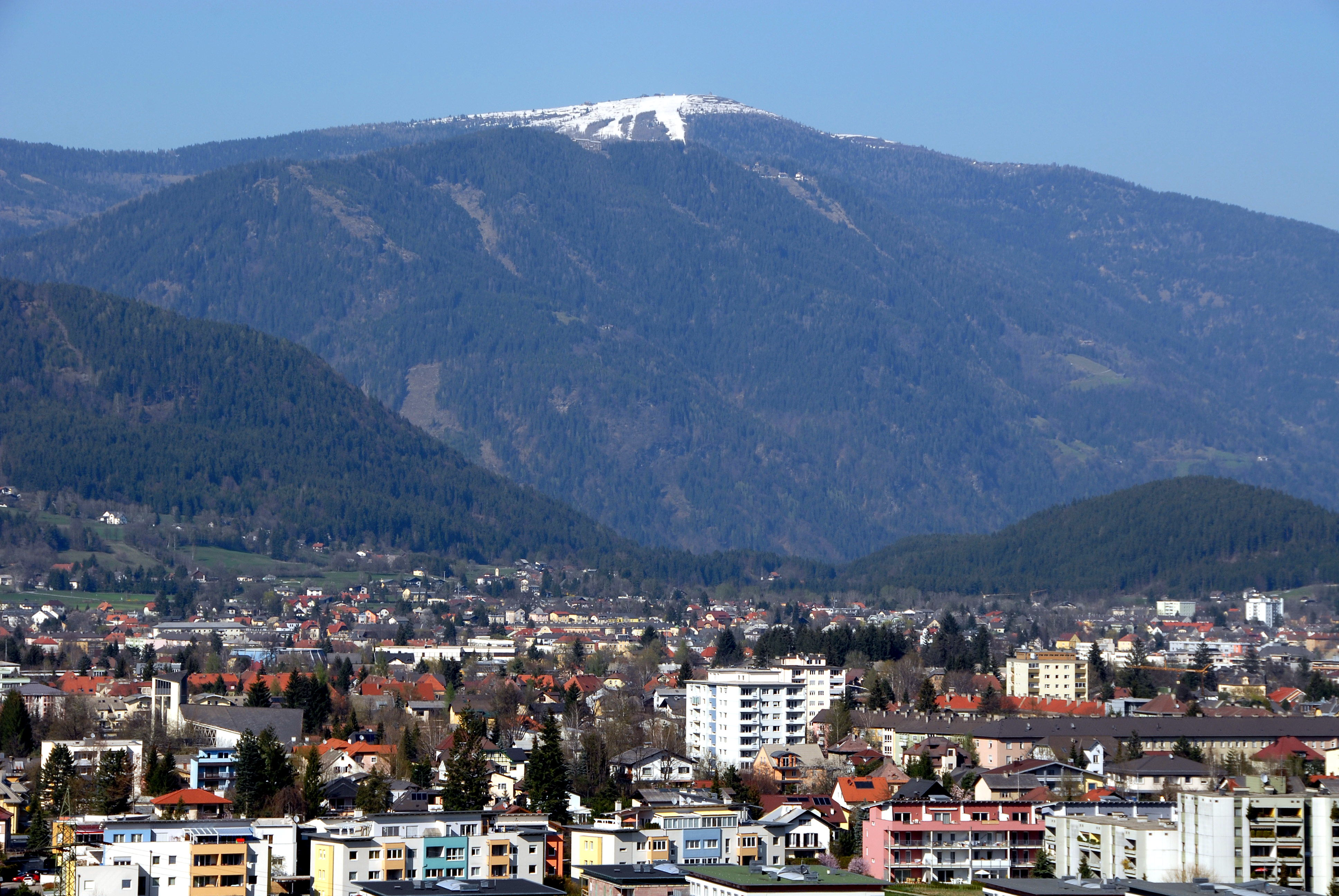
Blick über Villach in Richtung Gerlitzen

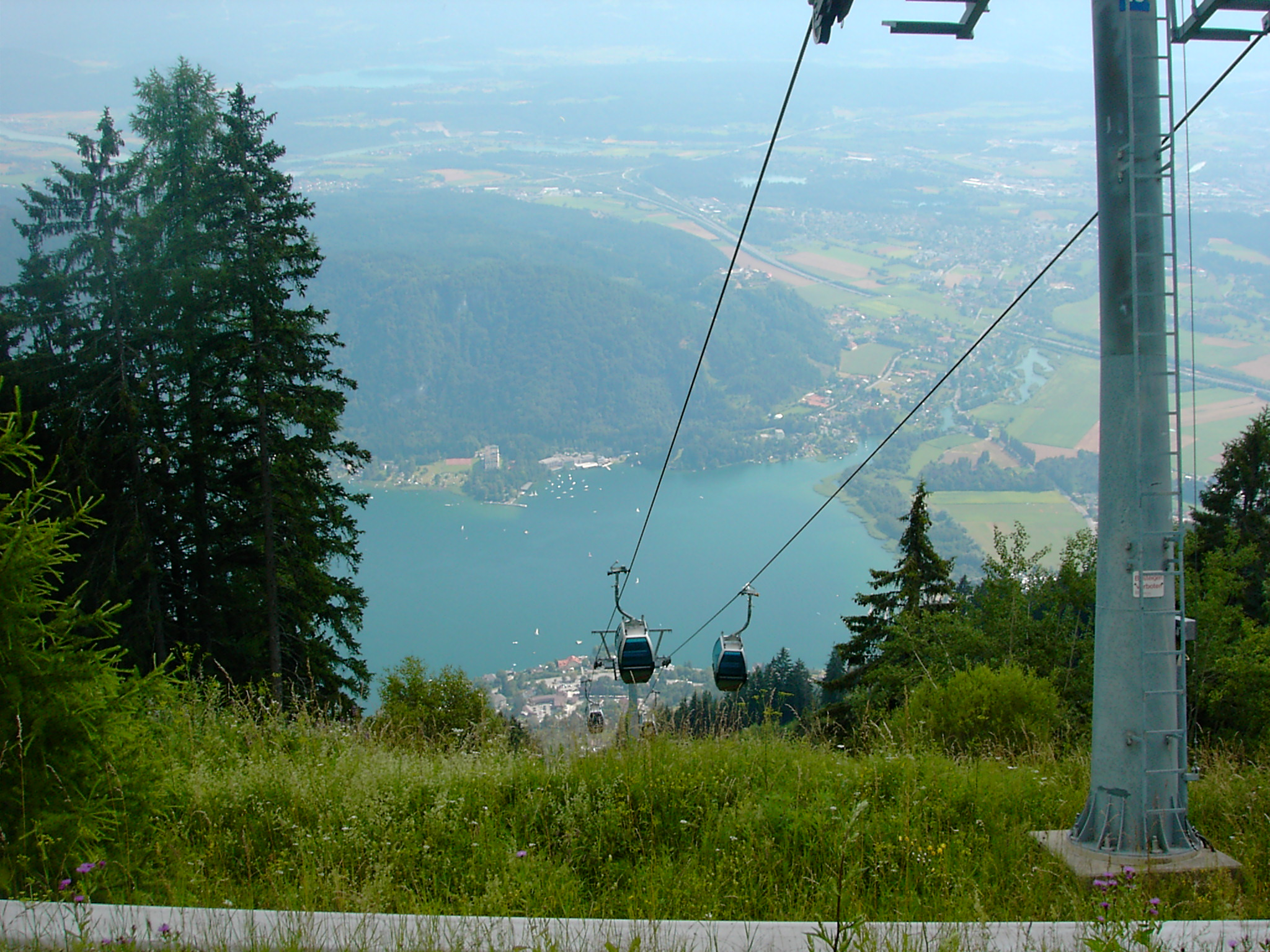
Blick von der Gerlitzen auf den Ossiacher See

Die Gerlitzen Alpe besitzt eine Gondel, 8 Sesselbahnen, 2 Schlepplifte, 2 Tellerlifte sowie einige Übungslifte. Das Skigebiet nennt sich Gerlitzen Alpe wird aber auch Skigebiet Gerlitzen genannt.
Im Winter 2005 sorgte die Liftgesellschaft für überregionale Aufregung, als sie als erstes österreichisches Schigebiet eine Gebühr für Schitourengeher in der Höhe von 5 € einführte. Begründet wurde diese Gebühr, die auch in der nächsten Saison aufrechterhalten wurde, mit der Benutzung der Parkplätze und der Pisten durch die Schitourengeher. In dieser Gebühr ist auch ein Versicherungsschutz inkludiert.
Gegner dieser Gebühr sehen darin einen ersten Schritt für die Einführung von allgemeinen Eintrittsgeldern für Sportler und Erholungssuchende in Österreichs Naturlandschaften. Eine solche Gebühr widerspreche auch dem Recht auf freie Betretbarkeit des Waldes und der Naturlandschaften.

### Hauptzubringer
Die einzige Gondelbahn befindet sich von Annenheim aus eine 4er Gondelbahn (BJ 1987) (Kanzelbahn). Den Anschluss an diese Bahn bildet eine 4er Sesselbahn (mit Abdeckhauben) kuppelbar (Gipfelbahn)(BJ 1988). Von Bodensdorf aus führt zuerst ein Schlepplift (Birkenhoflift) und dann eine 6er Sesselbahn (mit Abdeckhauben und Sitzheizung) kuppelbar (6er Family-Jet)(BJ 2015) auf den Gipfel. Von Klösterle (Arriach) führen zwei 4er Sesselbahnen kuppelbar (beide BJ 1990) auf den Gipfel.
Der Neugarten 8er Carving Jet (8er Sesselbahn kuppelbar BJ 2007 ersetzt einen Schlepplift) ist der einzige Hauptzubringer, der von keinem Tal ausfährt oder weiterfährt (Klösterle 2 schließt Klösterle I an und Gipfelbahn schließt sich an die Kanzelbahn an).

### Nebenzubringer
Neben der Gipfelbahn verkehren der Mosernlift (2er Sesselbahn, fixgeklemmt BJ 1986) und die Pöllinger Bahn (2er Sesselbahn, fixgeklemmt BJ 1970) an und führt zur Pöllingerhütte. Der Rest der Strecke wird nur mit der Gipfelbahn angefahren. Der Pacheinerlift, Sonnenlift, Lodronlift und der Wörthersee Freeride-Jet (4er Sesselbahn, fixgeklemmt BJ 2022, ersetzt Finsterbach-Seitensprunglift, Tellerlift BJ 1977), sowie zwei Übungslifte ergänzen das Angebot der Gerlitzen.
| Name                      | Typ         | Fahrtzeit / Geschwindigkeit | Länge  | Betriebszeiten |
| ------------------------- | ----------- | --------------------------- | ------ | -------------- |
| Kanzelbahn                | Kabinenbahn | ca. 9:50 / 5 m/s            | 2700 m | 8:15 – 17:00   |
| Gipfelbahn                | Sesselbahn  | ca. 7:00 / 5 m/s            | 2000 m | 8:25 – 16:00   |
| Moserbahn                 | Sesselbahn  | ca. 2:20 / 2,50 m/s         | 350 m  | 9:00 – 16:00   |
| Pöllingerbahn             | Sesselbahn  | ca. 5:30 / 2 m/s            | 650 m  | 9:15 – 16:00   |
| Wörthersee 6er-Family-Jet | Sesselbahn  | ca. 3:10 / 5 m/s            | 900 m  | 8:40 – 16:00   |
| Pacheinerlift             | Schlepplift | ca. 6:40 / 2,50 m/s         | 900 m  | 9:15 – 16:00   |
| Birkenhoflift             | Schlepplift | ca. 9:30 / 2,50 m/s         | 900 m  | 9:15 – 15:45   |
| Wörthersee Freeride-Jet   | Sesselbahn  | ca. 2:30 / 2,40 m/s         | 324 m  | 9:15 – 15:50   |
| Lodronlift                | Tellerlift  | ca. 1:50 / 2 m/s            | 200 m  | 9:15 – 15:50   |
| Sonnenlift                | Tellerlift  | ca. 1:30 / 2 m/s            | 160 m  | 9:15 – 16:00   |
| Skischullift Lodron I     | Seillift    | unbekannt                   | 70 m   | Skischule*     |
| Skischullift Lodron II    | Seillift    | unbekannt                   | 110 m  | Skischule*     |
| Klösterlebahn I           | Sesselbahn  | ca. 7:00 / 5 m/s            | 2000 m | 8:35 – 15:50   |
| Klösterlebahn II          | Sesselbahn  | ca. 7:20 / 5 m/s            | 2100 m | 8:35 – 16:00   |
| Übungslift Klösterle A    | Tellerlift  | ca. 1:00 / 2 m/s            | 100 m  | 9:15 – 16:00   |
| Übungslift Klösterle B    | Tellerlift  | ca. 1:50 / 2 m/s            | 200 m  | 9:15 – 16:00   |
| Neugarten Jet             | Sesselbahn  | ca. 4:50 / 5 m/s            | 1315 m |                |

## Archäologische Funde
In einem Geröllfeld am Fuße der Tischleinerwand am Westabhang der Gerlitzen wurde 1903 ein spätkeltischer Hort gefunden. Er enthielt 37 Silbermünzen boischer und norischer Prägung. Zwei römische Münzen und zwei dakische Silber-Armreifen sind ebenfalls Teil des Fundes. Der Hort ist vermutlich eine Weihegabe aus der Zeit von 43 bis 15 v. Chr., wie sie im keltischen Siedlungsraum häufig anzutreffen war.